# Pagoda Hoang Phuc

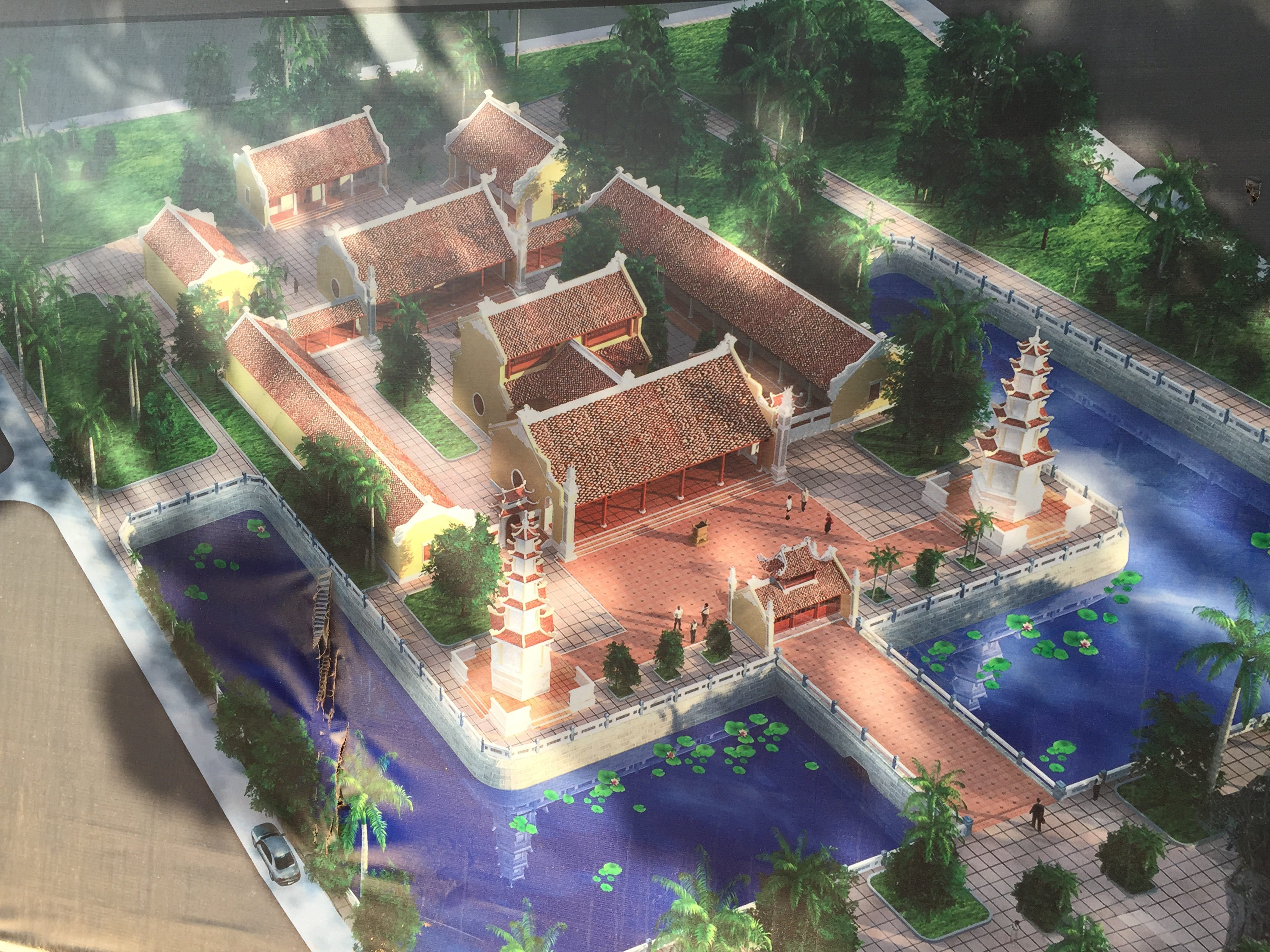
Pohled shora

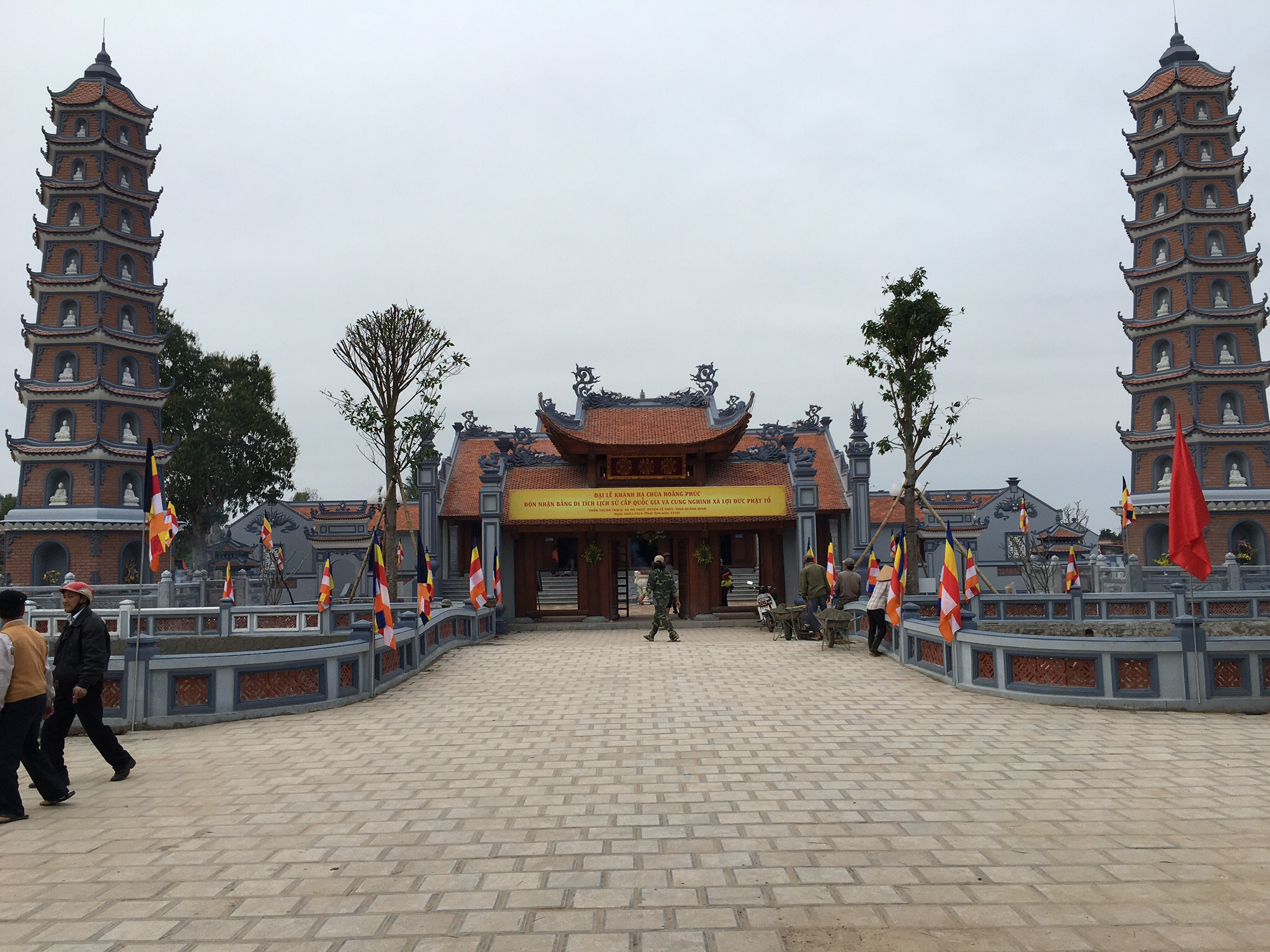
Pohled zepředu

Pagoda Hoang Phuc (vietnamsky: Chùa Hoằng Phúc) je pagoda v obci My Thuy, okres Le Thuy v provincii Quang Binh, tedy v centrálním Vietnamu. Nachází se asi 500 km jižně od hlavního města Hanoje a 50 km jižně od Dong Hoi. První chrám byl postaven před více než 700 lety, takže Hoang Phuc je jeden z nejstarších chrámů ve středním Vietnamu. Chrám byl několikrát přestavěn a přejmenován. V roce 1985 se chrám zhroutil po tom, co celý střední Vietnam zasáhla tropická cyklóna. S rekonstrukcí pagody se začalo až v prosinci roku 2014 a práce byly dokončeny v lednu roku 2016.